# Anna Miechówka
Anna Stefania Miechówka (ur. 1953) – polska agronom, profesor nauk rolniczych, specjalizująca się w gleboznawstwie.

## Życiorys
Ukończyła studia na Wydziale Rolniczym Akademii Rolniczej im. Hugona Kołłątaja w Krakowie w 1978 roku. Stopnień doktora nauk rolniczych uzyskała 18 marca 1987 roku na Akademii Rolniczej im. Hugona Kołłątaja w Krakowie na podstawie pracy Charakterystyka geochemiczna gleb wytworzonych na dolomitach tatrzańskich. Habilitowała się 15 listopada 2000 roku na Akademii Rolniczej im. Hugona Kołłątaja w Krakowie w dziedzinie agronomii (specjalność: gleboznawstwo) na podstawie pracy Charakterystyka tatrzańskich gleb nieleśnych wytworzonych ze skał węglanowych. Uzyskała tytuł profesora nauk rolniczych 17 listopada 2005 roku. Pracuje w Katedrze Gleboznawstwa i Agrofizyki Wydziału Rolniczo-Ekonomicznego Uniwersytetu Rolniczego w Krakowie, była jej kierownikiem od 2006 do 2014 roku. Pracowała również w Zakładzie Ochrony Przyrody i Zasobów Naturalnych PAN (obecnie Instytut Ochrony Przyrody).

## Dorobek naukowy
Jej prace dotyczyły m.in. gleb polskich Karpat, w tym Tatr, a także gleb Pogórza Ciężkowickiego i Pogórza Śląskiego. Publikowała artykuły naukowe m.in. w: „Ecological Chemistry and Engineering A”, „Geoderma”, „Polish Journal of Soil Science”, „Problemach Zagospodarowania Ziem Górskich”, „Rocznikach Gleboznawczych” (obecnie „Soil Science Annual”), „Zeszytach Problemowych Postępów Nauk Rolniczych”.

### Publikacje książkowe
- Przyroda kotliny zakopiańskiej. Poznanie, przemiany, zagrożenia i ochrona (autorka rozdziału pt. Kwaśne deszcze; 1993)[7]
- Gleby Babiogórskiego Parku Narodowego (współautorka; 2004)[8]
- Systematyka i waloryzacja rolnicza gleb: przewodnik do ćwiczeń z gleboznawstwa (współautorka; 2018)[9]